# Johanna Salmon
Johanna Salmon (24 de abril de 1860 - 2 de febrero de 1935) fue la última reina consorte de Tahití, por su matrimonio con el rey Pōmare V. En su calidad de reina, su nombre era Marau Ta’aroa.

## Biografía

### Familia

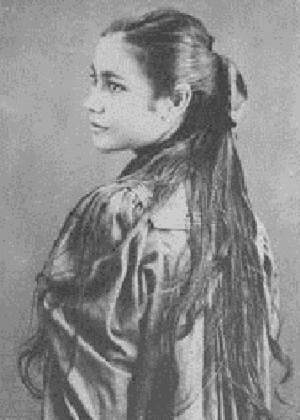
Marau a la edad de quince años.

Nació el 24 de abril de 1860, como hija de Alexander Salmon, un comerciante judío inglés, y la princesa Oehau, que más tarde recibió el título de ariʻi Taimaʻi. Su madre era la hija adoptiva de la viuda del rey Pōmare II, la madre de Pōmare III y Pōmare IV. Considerada una de las jefas de rango más alto del país, fue jefa del clan Teva, los rivales tradicionales de la Familia Pōmare, y descendiente del Jefe Amo y de la Reina Purea, quien recibió al primer explorador europeo en Tahití, Samuel Wallis, en 1767. En 1846, Ariitamai fue considerada como una candidata rival al trono por el gobernador francés Armand Joseph Bruat en el caso de que la reina Pōmare IV no regresara de su auto-exilio a Raiatea y cumpliera con un protectorado francés sobre Tahití. 
Sus padres tuvieron diez hijos. Los hermanos de Marau fueron: hermanos Tepau, Tati,  Ariʻipaea, y Nariʻi; y las hermanas Titaua, Moetia, Beretania y Manihinihi. Su familia era considerada de la realeza por los tahitianos. La relación de Marau con sus hermanos se rompió a raíz de la muerte de su madre, que culminó en una disputa de siete años y una batalla judicial por las tierras y sus posesiones. Fue capaz de reconciliarse con sus hermanos y abandonar las demandas en 1904. Ella y su hermana Moetia sobrevivieron a todos sus hermanos y murieron con solo unos meses de diferencia.

### Educación

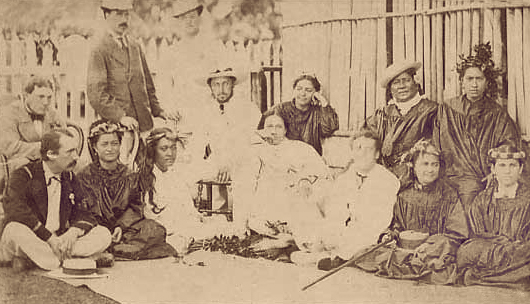
Alfredo, duque de Edimburgo en Tahití con Titaua Brander descansando sobre la rodilla.

Los niños Salmon y sus familiares de la familia Brander asistieron a escuelas en Europa o Australia. Desde finales de la década de 1860, Marau se educó en Sídney. Asistió a una escuela privada, Young Ladies College, regentada por Miss Fallow en la ciudad hasta que se fue a casa a Tahití para casarse. Su hermano Nariʻi y sus sobrinos John y Alexander Brander, que eran los hijos de su hermana mayor Titaua, la precedieron a Sídney y asistieron al Newington College desde 1867. Los muchachos habían llegado en barco a Australia el 29 de octubre de ese año con dos sirvientes nativos. Marau llegó a Sídney poco después, ya que se informó que asistió al pícnic el 12 de marzo de 1868 en Clontarf, donde Alfred, Duque de Edimburgo, fue herido en la espalda por un revólver disparado por Henry James O'Farrell.  El duque visitó Tahití en 1870 y conoció a la hermana de Marau, Titaua Brander.

### Matrimonio
El 28 de enero de 1875, a la edad de catorce años, contrajo matrimonio en Papeete, con el príncipe heredero Ariiaue, el futuro rey Pōmare V. Él había estado casado y divorciado antes con Teuhe, quien más tarde se convertiría, por derecho propio, en la reina de Huahine.
Su suegra, Pōmare IV (1813–1877) murió después de un largo reinado el 17 de septiembre de 1877, Marau y Ariiaue se separaron, pero el almirante francés Paul Serre los persuadió para que hicieran las paces. Fueron coronados como reyes de Tahití el 24 de septiembre de 1877 con la aprobación de la Asamblea Legislativa y los franceses. Su esposo tomó el nombre de Pōmare V. Tuvieron tres hijos, pero estuvo de acuerdo en que la sobrina de su esposo, la princesa Teriivaetua y su sobrino, el Príncipe Hinoi estarían por delante de cualquier hijo de la Reina Marau en la línea de sucesión, justificándose esto para asegurar que un heredero puramente tahitiano ocupara el trono; empero, Hinoi era nieto de un inglés.

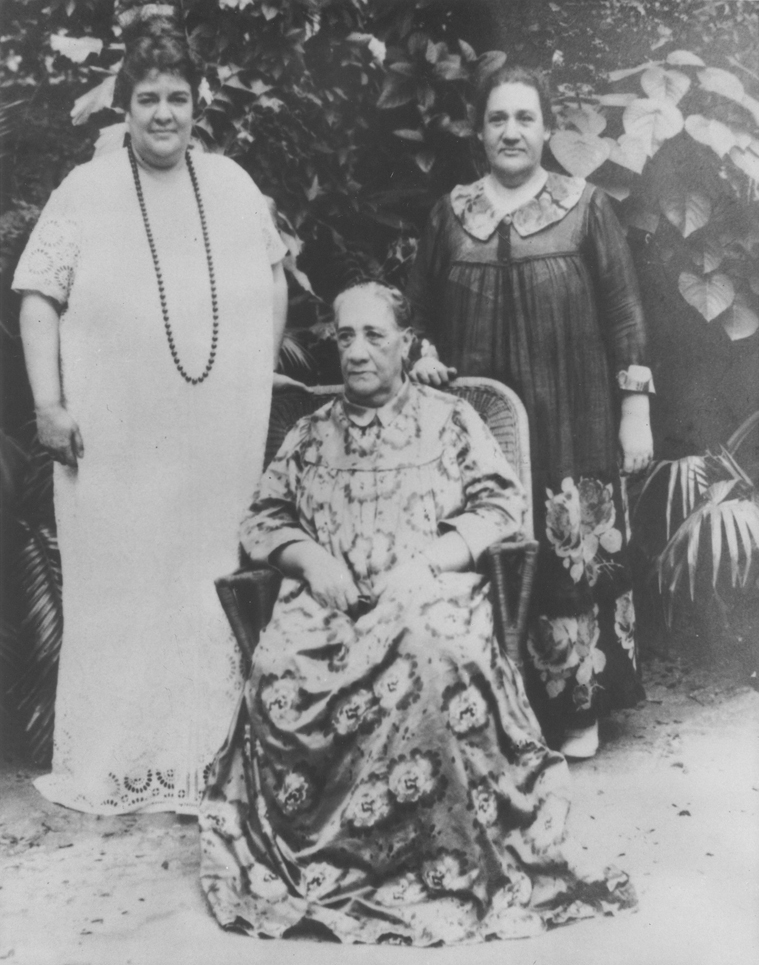
La reina Marau y la princesa hawaiana Abigail Kawānanakoa.

La reina Marau viajó a París en 1884, donde fue muy bien recibida. Su estilo de moda fue admirado y copiado por muchas mujeres de la sociedad parisina. Después de París, parece que ella recorrió otras partes de Francia y posiblemente Europa antes de regresar a Tahití.  En su viaje a casa, se enamoró de un oficial naval francés con el que tuvo a sus dos hijos menores. El matrimonio terminó en divorcio el 27 de julio de 1887; el rey repudió a sus dos hijos menores y, en represalia, la reina negó la paternidad de los tres.
En su vida posterior conoció al escritor estadounidense Henry Adams, quien escribió una biografía de su madre y de ella misma.  Entre sus otros amigos estaban Paul Gaugin, Pierre Loti, Somerset Maugham, Rupert Brooke, Robert Keable, Alain Gerbault. y Robert Louis Stevenson .
Falleció el 2 de febrero de 1935 en el hospital de Papeete después de una operación.

### Descendencia
Tuvo tres hijos:
1. Teri'i-nui-o-Tahiti Te-vahine-taora-te-rito-ma-te-ra'i Teri'ia'e-tua, (9 de marzo de 1879 - 29 de octubre de 1961).[2][5][18][19]
2. Ari'i-manihinihi Te-vahine-rere-atua-i-Fareia, (4 de enero de 1887 - 27 de junio de 1976).[2][5][20]
3. Ernest Albert Teri'i-na-vaho-roa-i-te-tua-i-Hauviri Tetua-nui-marua-i-te-ra' i Aro-roa-i-te-mavana-o-Tu Te pau, (15 de mayo de 1888 - 4 de diciembre de 1961).[2][5]

En 2022, la última descendiente de Johanna Salmon era Kahealani Papke, su bis-biznieta, conocida en Tahití como Kahea.

## Honores
Honores franceses
- Oficial de la Orden de la Legión de Honor (1924).[5]

## Ancestros
|  |                                 |  |  |  |  |  |  |  |  |  |  |  |  |  |  |  |
|  | 4. John Solomon                 |  |  |  |  |  |  |  |  |  |  |  |  |  |  |  |
|  |                                 |  |  |  |  |  |  |  |  |  |  |  |  |  |  |  |
|  |                                 |  |  |  |  |  |  |  |  |  |  |  |  |  |  |  |
|  | 2. Alexander Salmon             |  |  |  |  |  |  |  |  |  |  |  |  |  |  |  |
|  |                                 |  |  |  |  |  |  |  |  |  |  |  |  |  |  |  |
|  |                                 |  |  |  |  |  |  |  |  |  |  |  |  |  |  |  |
|  | 10. Solomon Polack              |  |  |  |  |  |  |  |  |  |  |  |  |  |  |  |
|  |                                 |  |  |  |  |  |  |  |  |  |  |  |  |  |  |  |
|  |                                 |  |  |  |  |  |  |  |  |  |  |  |  |  |  |  |
|  | 5. Catherine Polack             |  |  |  |  |  |  |  |  |  |  |  |  |  |  |  |
|  |                                 |  |  |  |  |  |  |  |  |  |  |  |  |  |  |  |
|  |                                 |  |  |  |  |  |  |  |  |  |  |  |  |  |  |  |
|  | 11. Sarah                       |  |  |  |  |  |  |  |  |  |  |  |  |  |  |  |
|  |                                 |  |  |  |  |  |  |  |  |  |  |  |  |  |  |  |
|  |                                 |  |  |  |  |  |  |  |  |  |  |  |  |  |  |  |
|  | 1. Marau Salmon                 |  |  |  |  |  |  |  |  |  |  |  |  |  |  |  |
|  |                                 |  |  |  |  |  |  |  |  |  |  |  |  |  |  |  |
|  |                                 |  |  |  |  |  |  |  |  |  |  |  |  |  |  |  |
|  | 6. Tupua-Ta’aroa, de Teraimarou |  |  |  |  |  |  |  |  |  |  |  |  |  |  |  |
|  |                                 |  |  |  |  |  |  |  |  |  |  |  |  |  |  |  |
|  |                                 |  |  |  |  |  |  |  |  |  |  |  |  |  |  |  |
|  | 3. Princesa Oehau               |  |  |  |  |  |  |  |  |  |  |  |  |  |  |  |
|  |                                 |  |  |  |  |  |  |  |  |  |  |  |  |  |  |  |
|  |                                 |  |  |  |  |  |  |  |  |  |  |  |  |  |  |  |